# Idionyx saffronatus
Idionyx saffronatus – gatunek ważki z rodziny Synthemistidae. Stwierdzony tylko w Ghatach Zachodnich (południowo-zachodnie Indie).